# Celiantha bella
Celiantha bella är en gentianaväxtart som beskrevs av Bassett Maguire och Steyerm.. Celiantha bella ingår i släktet Celiantha och familjen gentianaväxter. Inga underarter finns listade i Catalogue of Life.